# Nancy Voorhees
Nancy Voorhees, ameriška atletinja, * 4. januar 1906, New York, ZDA, † 11. junij 1988.
Ni nastopila na poletnih olimpijskih igrah. 20. maja 1922 je zmagala na svetovnih ženskih igrah v skoku v višino in ob tem postavila prvi uradno veljavni svetovni rekord v skoku v višino s 1,46 m, veljal je eno leto.